# Coucou de Bock
Hierococcyx bocki
Espèce
Synonymes
- Cuculus sparverioides bocki

Statut de conservation UICN

 LC  : Préoccupation mineure
Le Coucou de Bock (Hierococcyx bocki) est une espèce de coucous, oiseaux de la famille des Cuculidae. C'est une espèce monotypique (non subdivisée en sous-espèces), considérée par certains auteurs comme une sous-espèce du Coucou épervier (Hierococcyx sparverioides).

## Répartition
Son aire de répartition s'étend sur la Malaisie et l'Indonésie (Bornéo, Sumatra, etc).